# Jeg går i tusind tanker
Jeg går i tusind tanker (eller Den forskudte pige) er en dansk sang. 

## Tekst
Teksten fra Himmerland ses med fire eller fem forskellige strofer. 
Hver strofe har otte verselinjer og med rimskemaet AbAbcded (i første verse: tanker/vanker, få/må, kær/er).
Digterjeget beskriver sin forelskelse i en kvinde, men hvor forholdet ikke kan komme i stand af en grund ikke beskrevet nærmere, andet end falskhed: "De mennesker så falske dertil årsagen er". 
I en af versionerne beder digterjeget Gud om hjælp og overvejer emigration.
Første strofe lyder
Jeg går i tusind tanker,

jeg elsker den, jeg ej kan få.

Når hun i glæden vanker,

jeg ensom sørge må

alene for den , jeg ej fik,

som jeg har haft så kær.

De mennesker så falske

dertil årsagen er. 
Jeppe Aakjær digtede en variation af sangen i efteråret 1908.
Hans version har 3 strofer og har titlen "Dorres Sang. Gammelt Motiv".

## Udgivelser
I Folkevisen i Danmark er kilden Emil Blicher i Mosskov i Himmerland. En melodi i D-dur er angivet.
555 Sange gengiver blot fire strofer. Melodien er i C-dur med becifring.
I Wilhelm Hansens blå Sangbogen findes den med fem strofer i afsnittet "gammel dansk". Her er den også i C-dur med becifring.
Et korarrangement for blandet a cappella kor af Klaus Brinch blev udgivet i 1985.

## Indspilninger
Mathilde har indsunget sangen.
En norsk indspilning findes med Ingeborg Hungnes. Hun synger blot den første strofe.
Af korindspilninger finder man sangen med Musica Ficta dirigeret af Bo Holten.
Den norske visesanger Elin Prøysen har indsunget sangen med en variation over melodien i En sømand har sin enegang.